# バルバドゥン川
バルバドゥン川（バルバドゥンがわ、スペイン語: Ría de Barbadún, バスク語: Barbadun ibaia）は、スペイン・バスク州ビスカヤ県を流れる河川。大西洋のビスケー湾に直接注ぐ。

## 流路
バルバドゥン川は南西から北東へと流れる。流路長は26 km、流域面積は127.38 km2である。上流部の河床には岩が見られ、下流部には砂利が見られる。

## 流域
流域にはムスキスなどの町がある。上流域には森と牧草地が混在している。上流域から中流域の主要産業は畜産と農業である。河口近くでは石油化学工業などが行われている。河口付近にはペトロノールの石油化学コンビナートがある。